# Чаплины
Чаплины — древний дворянский род, из Тверских бояр.
При подаче документов (20 ноября 1686) для внесения рода в Бархатную книгу, была предоставлена родословная роспись Чаплиных.
Род записан в VI часть родословной книги Калужской губернии.
Есть ещё два рода Чаплиных, более позднего происхождения:
1. От титулярного советника и дворянского заседателя (1792) Ивана Лукича Чаплина, начал службу (1759).
2. От статского советника (1860) Николая Васильевича Чаплина (г/р 1803), орловского губернского казначея[4].

## Происхождение и история рода
Род ведёт своё начало от польского шляхтича "мужа честна"  Чаплинского, герба Кердея, выехавшего к великому князю Михаилу Александровичу Тверскому во второй половине XIV в. Первым представителем рода является Лев Чаплин, живший около половины XV столетия. Потомки его стали называться Чаплиными в середине XV века. Фаддей Андреевич Замятня Чаплин пристав при цесарском после от Москвы до Твери (1573). Иродион Андреевич Салтан Чаплин (VI-колено) выменян из польского плена (1585).
Владели поместьями в Ржевском, Кашинском и Дмитровском уездах.

## Описание гербов

#### Герб Чаплиных 1785 г.
В Гербовнике Анисима Титовича Князева 1785 года имеется изображение печати с гербом надворного советника Сергея Алексеевича Чаплина: щит разделен вертикально на две части, имеющих, левая часть, серебряное поле, а правая часть синее поле, из низ в серебряном поле изображены одна дан другой три серебряные лилии. Щит увенчан коронованным дворянским шлемом с клейнодом на шее. Нашлемник: три страусовых пера. Цветовая гамма намёта не определена.

#### Герб. Часть V. № 25.
Щит, разделённый перпендикулярно на две части имеет правую голубого, а левую красного цвета, из них в голубом поле изображены одна над другой три серебряные лилии.
Щит увенчан дворянскими шлемом и короной. Нашлемник: три страусовых пера. Намёт на щите красный, подложенный золотом.

## Известные представители
- Чаплин Архип — послан для заготовления корма для польских послов (1591).
- Чаплин Кузьма Васильевич — сын боярский, дмитровский вотчинник, владелец села Микульское на реке Скородайке, «что была пустошь» (с. Никольское, Вышегородского стана), получено «за московское осадное сиденье царя Василия Ивановича» Шуйского (1610), прекратил казачий грабёж в Дмитрове (1613), воевода в Кашине (1629—1630), окладчик дворян и детей боярских в Дмитрове (1628).
- Чаплин Фёдор Васильевич — дмитровский вотчинник, владелец села Льгово на пруде (с. Ольгово, Каменского стана), получено «за московское осадное сиденье королевичева приходу» (1619), губной староста в Дмитрове (1625), воевода в Дмитрове (1627—1629 и 1639—1642).
- Чаплин Семён Васильевич — дмитровский вотчинник, владелец деревни Власьева-Бортникова Повельского стана, получена «за московское осадное сиденье королевичева приходу» (1619), восстановил храм Вознесения с приделом в своём селе Перемилове (1642), умер, вероятно, в моровое поветрие 1654 года.
- Чаплин Никита Иванович Несмеян († около 1641) — объезжий голова в Москве (1619), переписчик земель в Арзамасе (1620 и 1627), дворянин московский (1625), был у стола государя Михаила Фёдоровича (25 апреля 1627; 15 апреля 1628 и 12 марта 1629), оставался «ведать Москву» при боярине Шереметьеве (июнь 1625), «видел очи государевы» (10 апреля 1628; 01 апреля 1632 и 06 апреля 1634).
- Чаплин — дмитровчанин, владелец лавки на рынке в Дмитрове (1624).
- Чаплины: Семён и Кузьма Васильевичи, Дмитрий Иванович — московские дворяне (1627—1640).
- Чаплин Семён Васильевич († 1671) — письменный голова в Тобольске (1625), 2-й голова передового полка в Михайлове (1633), голова при послах для заключения мира с Польшей (апрель 1634), голова у городовых дворян в Можайске (1634), сотенный голова у жильцов московских при встрече польского посольства (февраль 1635), был при приёме персидского посла (05 февраля 1639).
- Чаплин Тимофей Васильевич († 1683) — ржевитянин, ранен под Смоленском (1634), за службу его в войне с Польшей (1655) пожалованы ему в вотчину старые его поместья в Ржевском и Дмитровском уездах (19 января 1677).
- Чаплин Василий — подьячий Тобольской приказной избы, убит († 1650) бурятами во время поездки в Монголию в составе посольства Е. Заболоцкого.
- Чаплин Никита Кузьмич — московский дворянин, ездил за царицыю в Троице-Сергиев монастырь (09 октября 1650).
- Чаплины вписанные с потомками в синодик Борисоглебского монастыря и Успенского собора в Дмитрове (1655—1680): Иван Фёдорович Младший, Иван Фёдорович, Иван Никитич, Никита Кузьмич, Елена, Василий Алексеевич (дмитровский вотчинник), Антоний (старец).
- Чаплин Никита Григорьевич — московский дворянин (1658—1677).
- Чаплин Никон Иевлевич — жилец, за ливенскую службу (1647—1648) и за «воловое дело в Царёве-Алексееве городе» пожалован придачею к поместному и денежному окладу (1649), московский дворянин (1649—1677), голова в литовском походе (1655—1656), послан сеунчем о взятии Слонима, Мира, Клецка, Мыша и Стольвич (20 сентября 1655), воевода в Чернигове (1672—1675), Арзамасе (1678), был у стола государя (08 июня 1678).
- Прасковья (вдова Семёна Васильевича) — на её вклад в Борисоглебском монастыре построен Алексеевский придел к собору Бориса и Глеба (1656)[7].
- Чаплин Иван Фёдорович — московский дворянин (1662—1677), голова у даточных людей при въезде английского посла (07 февраля 1664), воевода в Белоозере (1665—1667), в Дмитрове (1677)
- Чаплин Михаил Никонович — стряпчий (1677), ездил за царём Петром I (1683), стольник (1687), ездил за царём Петром I (1688—1689), рында при отпуске цесарских и польских послов (14 сентября 1691), с рындою Зыбиным «не дождавшись государева в столовую выхода с Постельничего крыльца ушли», за что разжалованы в жильцы (16 сентября 1691), снова пожалован в стольники (07 октября 1691).
- Чаплин Алексей Семёнович — стряпчий (1679), стольник (1680), полковник (1701), его дочь Домна замужем за Думным дворянином Ислентьевым Иваном Ивановичем[8].
- Чаплина Акилина Семёновна (дочь Семёна Васильевича и Прасковьи) († 1710) — замужем за боярином Нарышкиным Кондратием Фомичом, на её средства построена церковь Покрова при больничных палатах Борисоглебского дмитровского монастыря, освящена (1702).
- Чаплин Алексей Михайлович — воевода в Вологде (1691), стольник (1696).
- Чаплин Василий Михайлович — стольник царицы Евдокии Фёдоровны (1692).
- Чаплины: Фёдор Григорьевич, Максим Матвеевич, Алексей Тимофеевич — московские дворяне (1662—1692).
- Чаплины: Фёдор и Иван Еремеевичи, Иван Никитич (ездил за царём Петром I в 1683 году), Алексей Семёнович, Абрам Никитич — стряпчие (1680—1692).
- Чаплины: Василий Еремеевич (участник Азовского похода 1692), Иван Большой Иванович (ездил за царём Петром I в 1679—1683 годы), Иван и Михаил Никитичи — стольники (1687—1692).
- Чаплин Андрей Иванович — стольник (1689—1692), обер-инспектор Дмитровской провинции (1712).
- Чаплин Григорий Никитич — стряпчий (1692-1703), воевода в Можайске (1727).
- Чаплин Фёдор Сергеевич — начал службу (1777), надворный советник (1800), калужский губернский прокурор (1801), жена: княжна Е.А. Шахонская.
- Чаплин Ермолай Николаевич — служил в Министерстве финансов, жена графиня Ожаровская Анна Казимировна (1857).
- Николай Дмитриевич (1852—?) — судебный деятель, сенатор (1905), управляющий Межевой частью (1905—1917)[4][9][10][11].